# Abd al-Qadir al-Husayni
Abd al-Qadir al-Husayni (også stavet Abd al-Qader al-Husseini) (1907- 8. april 1948) var en palæstinensisk nationalist og kriger, som i slutningen af 1933 grundlagde den hemmelige militære gruppe, kendt som Organisationen for hellig krig (Munazzamat al-Jihad al-Muqaddas). Husayni havde tre børn – Musa, Gazi den nu afdøde Faisal.

## Baggrund og tidlig karriere
Husayni blev født ind i den indflydelsesrige al-Husayni familie i Jerusalem, søn af Musa al-Husayni; han var også nevø af Amin al-Husayni. Han tog eksamen i Kemi fra Det Amerikanske Universitet i Kairo, og organiserede Kongressen af uddannede muslimer. Til at begynde med tog han ansættelse i bosættelsesafdelingen i administrationen for det britiske mandatområde, men flyttede siden til Hebron-området under Den Arabiske Revolte i Palæstina 1936-1939.